# Kajetanowice
Kajetanowice (prononciation [kajɛtanɔˈvit͡sɛ]) est un village de la gmina de Gidle , du powiat de Radomsko, dans la voïvodie de Łódź, situé dans le centre de la Pologne.
Il se situe à environ 7 kilomètres (km) au sud de Gidle (siège de la gmina), 20 kilomètres au sud de Radomsko (siège du powiat) et 99 kilomètres au sud de Łódź (capitale de la voïvodie).
Sa population s'élevait à 111 habitants en 2009.

## Histoire
Dans la nuit du 5 au 6 septembre 1939, les soldats de la Wehrmacht incendient complètement le village et massacrent 76 à 80 polonais (Pacification du village de Kajetanowice (pl)).

## Administration
De 1975 à 1998, le village était attaché administrativement à l'ancienne voïvodie de Częstochowa.

Depuis 1999, il fait partie de la nouvelle voïvodie de Łódź.